# Toccata (Prokofiev)
Pour les articles homonymes, voir Toccata (homonymie).
La Toccata en ré mineur, op. 11, est une pièce pour piano écrite par Sergueï Prokofiev au printemps 1912 et créée par le compositeur le 10 décembre 1916 à Pétrograd.

## Présentation
C'est un développement nouveau de la forme de toccata, utilisée par des compositeurs tels que Jean-Sébastien Bach et Robert Schumann — qui pourrait d'ailleurs l'avoir inspiré. Parmi les autres compositeurs de toccatas modernes les plus connues figurent notamment Maurice Ravel, Dmitri Kabalevski et Aram Khatchatourian. 
La Toccata de Prokofiev est l'une des premières œuvres qui vient à l'esprit parmi les œuvres pour piano du compositeur. Il reprend l'implacable « motorisme » (froid et calculateur dit Guy Sacre et encore : froide détermination et cruauté barbare) de la quatrième des Quatre pièces op. 4 (1912), intitulée « Suggestion diabolique » (ou plutôt hallucination) — elle aussi parmi les plus célèbres pièces du compositeur russe — qui campe un Méphisto mille fois plus méchant que chez les romantiques. Les marteaux du piano ont là le premier rôle.

## Analyse
Elle commence Allegro marcato, par une répétition persistante d'un ré grave, échangé entre la main droite (qui joue la note simple) et la main gauche (qui joue la même note et l'octave inférieure). Après un bref développement se présentent des sauts chromatiques à la main gauche, tandis que la main droite joue un motif répété. Les deux mains changent rapidement de position, alors que les sauts continuent encore pendant un moment. 
Une série de tierces chromatiques brisées montent dans l'aigu, jusqu'à ce qu'une mélodie descendante (en la) avec des tierces d'accompagnement chromatiques commence — la main gauche se déplaçant dans un mouvement contraire ascendant, ramenant au thème principal en répétition, avant une très courte pause. Les deux mains jouent bientôt une série tissée de la figuration répétée de la main droite depuis le début, avant que le motif de tierces chromatiques brisées ne réapparaisse. Cela conduit plus violemment au motif mélodique descendant, mais cette fois en ré, avant que le « thème » en répétition de ré ne réapparaisse, cette fois en alternance d'octaves par les deux mains. La toccata ralentit et s’arrête temporairement, avant qu’une gamme chromatique montante ne donne lieu à des exhortations d’une octave, suivies d’un glissando qui balaie le clavier pour terminer sur un ré aigu. 
Ce perpetuum mobile est une pièce d'une redoutable difficulté autant pour les doigts que le poignet, n'accordant aucun répit à l'interprète. Elle est très appréciée des pianistes virtuoses qui l'enregistrent souvent. Selon la biographie du compositeur publiée par David Gutman, Prokofiev lui-même avait du mal à la jouer, car sa technique, bien que bonne, ne suffisait pas à maîtriser parfaitement le morceau. Cependant, ce fait n’est pas universellement accepté : son interprétation telle qu’elle est reproduite en 1997 pour le label Nimbus Records dans la collection The Composer Plays, est certainement virtuose. En outre, aucune des principales biographies de Prokofiev, celles de Harlow Robinson, Victor Seroff et même d'Israël Nestyev, ne mentionne de problèmes techniques, hormis durant son enfance pauvre en technique d'interprétation, qui a ensuite été rectifiée par ses années d'études après son diplôme du Conservatoire de Saint-Pétersbourg. 
Nikolaï Miaskovski, en découvrant l'œuvre écrivait : « Prokofiev vient de composer une pièce dont je suis absolument émerveillé. C'est diablement spirituel, acéré, énergique et caractérisé »
Durée : entre 3 min 35 s et 4 min 35 s selon les interprètes.

## Discographie
- Prokofiev (Melodiya MEL CD 10 02000 et Piano roll Aeolian Duo-Art : « The composer plays » Nimbus) (OCLC 971289487)
- Vladimir Horowitz (193x, EMI « Références » / 1947, RCA/Victor Gold Seal / Sony « original jacket collection » / Concert à Carnegie Hall) (OCLC 77349163), (OCLC 1001895646 et 668378710)
- Samson François (1953, EMI / Philips) (OCLC 71322870)
- Byron Janis (juin 1962, Mercury et « Great pianists of the 20th century » vol. 51, Philips 456 850-2) (OCLC 232819609 et 41995173)
- György Sándor (1967, 2CD Vox CDX2 5514) (OCLC 705329194)
- Lazar Berman (26 avril 1956, Hungaroton / « Lazar Berman Edition » 7CD Brilliant Classics) (OCLC 77007670 et 699794921)
- Martha Argerich (DG) (OCLC 980873955)
- Boris Berman (septembre 1994, intégrale vol. 9 Chandos) (OCLC 34525867)
- Frederic Chiu (1994, intégrale vol. 5 Harmonia Mundi) (OCLC 34945336)
- Nikolaï Demidenko (juillet 1997, Hyperion CDH55306) (OCLC 601639326)
- Freddy Kempf (août 2001, BIS Records CD-1269) (OCLC 53407832)
- Abdel Rahman El Bacha (juillet 2011, Mirare MIR 165) (BNF 42600572)